# Furano
Furano (富良野市, Furano-shi) és una ciutat i municipi de la subprefectura de Kamikawa, a Hokkaido, Japó. Tot i tindre la categoria i consideració de ciutat, l'activitat principal de Furano es basa en l'agricultura complementada amb el turisme estacional.

## Geografia
El municipi de Furano es troba a la part meridional de la subprefectura de Kamikawa, a la regió central de Hokkaido. El terme municipal de Furano limita amb els de Minami-Furano al sud, amb Naka-Furano i Kami-Furano al nord i amb el municipi d'Ashibetsu, a la subprefectura de Sorachi.

## Història
El municipi pren el seu nom del terme en llengua ainu "Fura-nui", que traduït al català vol dir "flama pudenta" o "lloc pudent". L'origen d'aquest nom es troba en les fumaroles de sofre del mont Tokachi. El 1897, els primers pioners van arribar a la zona des de la prefectura de Mie, assentant-se a l'actual barri d'Ogiyama. En els començaments, el llogaret de Furano s'establí dins del terme municipal del poble d'Utashinai. L'any 1899 es fundà oficialment el poble de Furano. El 1900 s'obre la línia de ferrocarril entre la ciutat d'Asahikawa, capital subprefectural a més d'actual ciutat més populosa de Hokkaido i el poble de Furano. L'1 d'abril de 1919 es crea la vila de Furano amb la incorporació al terme municipal d'alguns petits pobles dels voltants. Furano va esdevindre ciutat amb el seu estatus actual l'1 de maig de 1966.

## Demografia
| 1920   | 1930   | 1940   | 1950   | 1960   | 1970   | 1980   |
| ------ | ------ | ------ | ------ | ------ | ------ | ------ |
| 16.252 | 22.036 | 25.265 | 33.520 | 36.516 | 30.876 | 28.499 |
| 1990   | 2000   | 2010   | 2020   | 2030   | 2040   | 2050   |
| 26.665 | 26.112 | 24.266 | 21.235 | -      | -      | -      |

## Transport

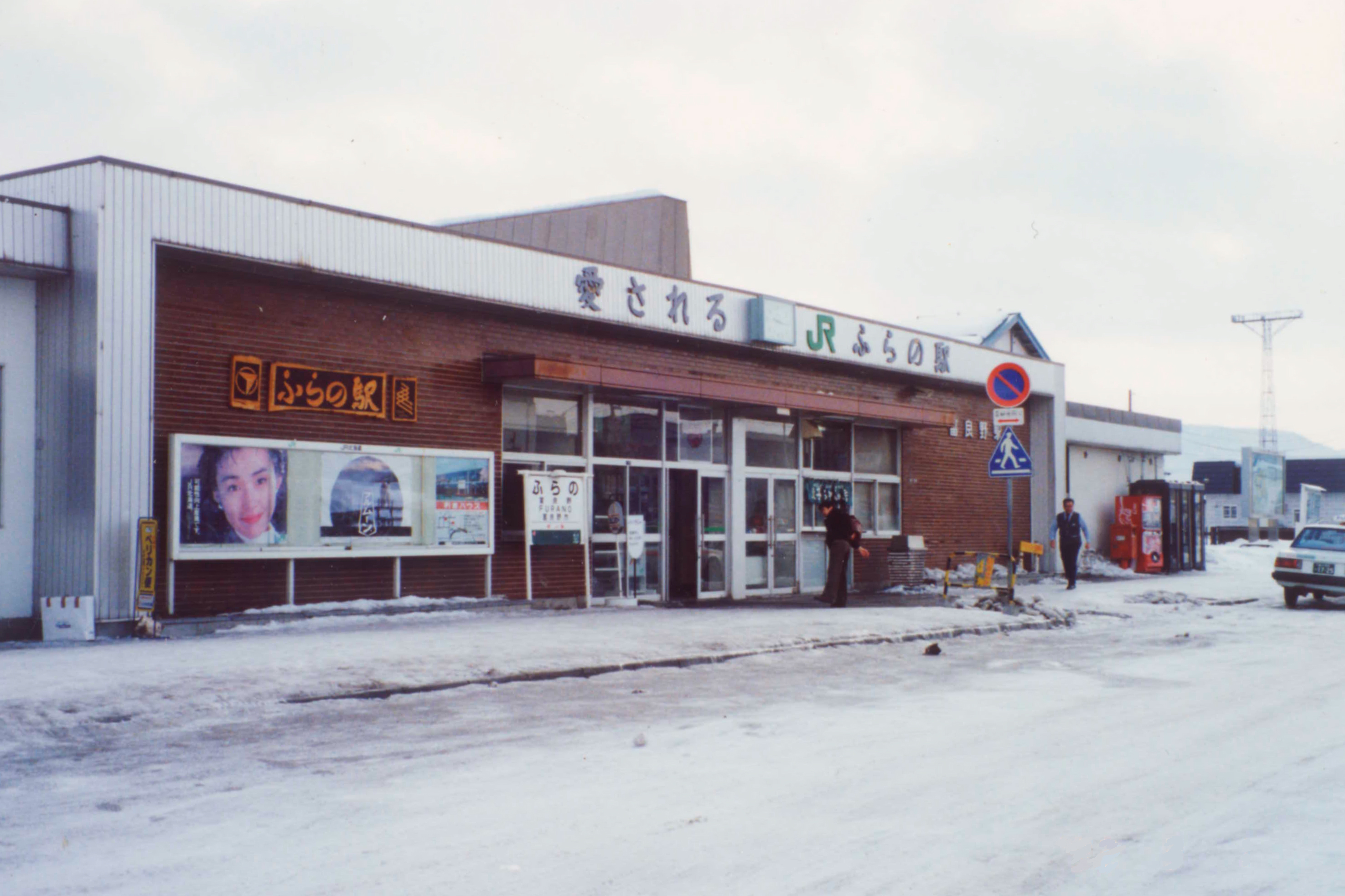
Estació de Furano (1991)

### Ferrocarril
- Companyia de Ferrocarrils de Hokkaido (JR Hokkaido)
  - Furano - Nunobe - Yamabe - Gakuden

### Carretera
- Nacional 38 - Nacional 237
- Prefectural 135 - Prefectural 253 - Prefectural 298 - Prefectural 544 - Prefectural 706 - Prefectural 759 - Prefectural 800 - Prefectural 985

## Agermanaments
- Schladming, Estíria, Àustria. (23 de febrer de 1977)[4]
- Nishiwaki, prefectura de Hyogo, Japó. (20 d'octubre de 1978)[4]